# Пашайски език
Пашайският език е говорим основно във афганистанските провинции Конар и Лагман, той принадлежи към индоевропейското езиково семейство, поделя се основно на 4 езикови подтипа.